# James Newman (énekes)
James Newman (Settle, 1985. október 19. –) angol énekes-dalszerző, John Newman angol énekes-dalszerző bátyja.
Ő képviselte volna az Egyesült Királyságot a 2020-as Eurovíziós Dalfesztiválon, Rotterdamban, My Last Breath (magyarul: Utolsó lélegzetem) című dalával, melyet a koronavírus-járvány miatt töröltek. 2021-ben végül ő képviselheti hazáját a versenyen Embers (magyarul: Parazsak) című dalával.

## Diszkográfia
- "Waiting All Night" by Rudimental featuring Ella Eyre
- "Blame" by Calvin Harris featuring John Newman
- "Lay It All on Me" by Rudimental featuring Ed Sheeran
- "Love Me Like You" by Little Mix
- "All I Am" by Jess Glynne
- "Dying to Try" by Brendan Murray

## Fordítás
- Ez a szócikk részben vagy egészben  a   James Newman (musician) című angol Wikipédia-szócikk fordításán alapul.  Az eredeti cikk szerkesztőit annak laptörténete sorolja fel. Ez a jelzés csupán a megfogalmazás eredetét és a szerzői jogokat jelzi, nem szolgál a cikkben szereplő információk forrásmegjelöléseként.